# Andropogon gayanus
Andropogon gayanus är en gräsart som beskrevs av Carl Sigismund Kunth. Andropogon gayanus ingår i släktet Andropogon och familjen gräs.

## Underarter
Arten delas in i följande underarter:
- A. g. bisquamulatus
- A. g. polycladus
- A. g. tridentatus

## Bildgalleri

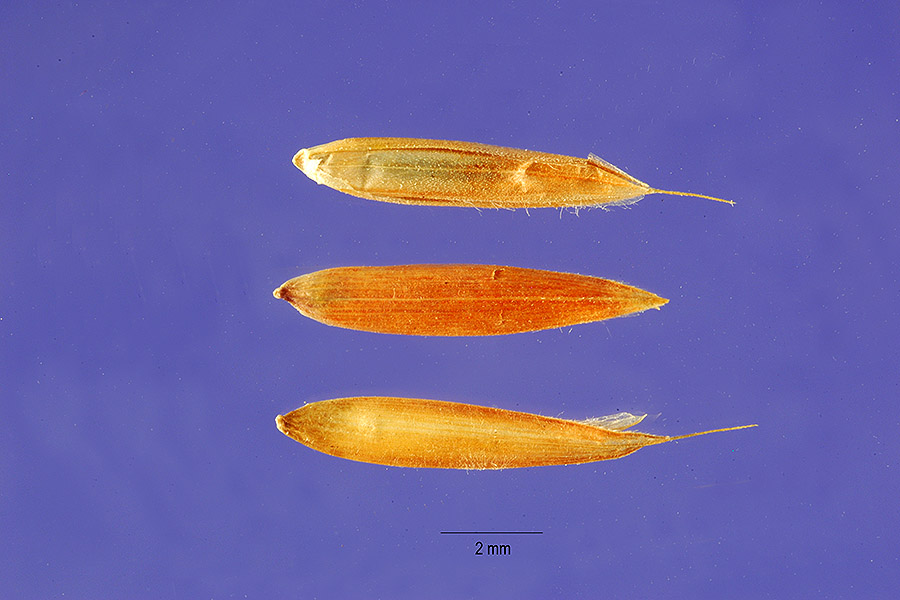
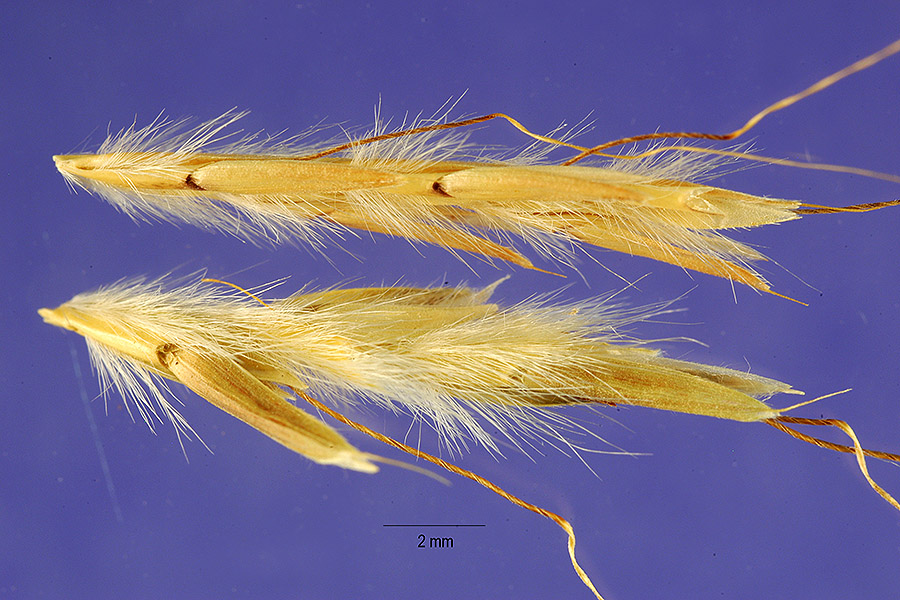